# Club Scaramouche
Le club Scaramouche est un club d’escrime québécois. Basé à Chibougamau de 1967 à 2005, le club est connu pour avoir formé de nombreux athlètes olympiques canadiens, dont Jean-Paul Banos, Jean-Marie Banos et Sandra Sassine.

## Historique
Le club Scaramouche est fondé à Chibougamau en 1967. Son fondateur, Henri Sassine est originaire d’Égypte et y enseigne l’éducation physique. Il est rapidement appuyé par son épouse, Claire Verreault, qui devient aussi entraîneuse. Le club qui offre des cours aux élèves du secondaire, s’illustre rapidement au niveau provincial, puis dès 1978, en remportant la médaille d’or en équipe aux championnats nationaux. L’année suivante, le club est constitué en organisme sans but lucratif.
En 1982, les sabreurs du club Scaramouche s'illustrent lors des jeux du Commonwealth, puis aux Championnats du monde de Rome. La même année, le fondateur et maître d’armes du club, Henri Sassine, remporte le titre d’entraîneur de l’année, remis par l’association du Mérite sportif québécois. Le club compte alors une quarantaine d’athlètes, notamment Jean-Paul Banos et Jacynthe Poirier qui s’illustrent au niveau national et international. L’année suivante, Daniel Perreault remporte à Cuba, le titre de Champion du monde junior. C’est alors la première fois qu’un escrimeur canadien remporte un tournois international de haut-niveau.
En 1984, le club qui s’est taillé une réputation de « pépinière d’escrimeurs », fait son entrée sur la scène olympique. Henri Sassine devient l’entraîneur de l’équipe olympique canadienne en escrime aux Jeux de Los Angeles.  Il en sera de même pour les Jeux de Séoul (1988), de Barcelone (1992) et d’Atlanta (1996). Au cours de cette période, 7 athlètes du club Scaramouche représentent aussi le Canada lors de ces compétitions.
En 1997, les maîtres d’armes du club, Henri Sassine et Claire Verreault, quittent Chibougamau et s’installe à Montréal pour poursuivre dans le domaine de l’escrime. L’organisme continue de former des athlètes de haut-niveau, qui s’illustrent lors de championnats nationaux et internationaux. Le poste d’entraîneur est toutefois difficile à combler et l’organisme ferme définitivement ses portes en 2005.

## Athlètes affiliés
- Daniel Perreault (1961- )[11]
- Jean-Paul Banos (1961- )[12]
- Jean-Marie Banos (1962- )[13]
- Claude Marcil (1963- )[14]
- Jacynthe Poirier (1962- )[15]
- Tony Plourde (1966- )[16]
- Evans Gravel (1970- )[17]
- Sandra Sassine (1979- )[18]

## Archives
Les archives du club Scaramouche sont conservés à la Société d’histoire de la Baie-James.